# Elaphe schrenckii
Elaphe schrenckii là một loài rắn trong họ Rắn nước. Loài này được Strauch mô tả big coc đầu tiên năm 1873.

## Hình ảnh banna phone

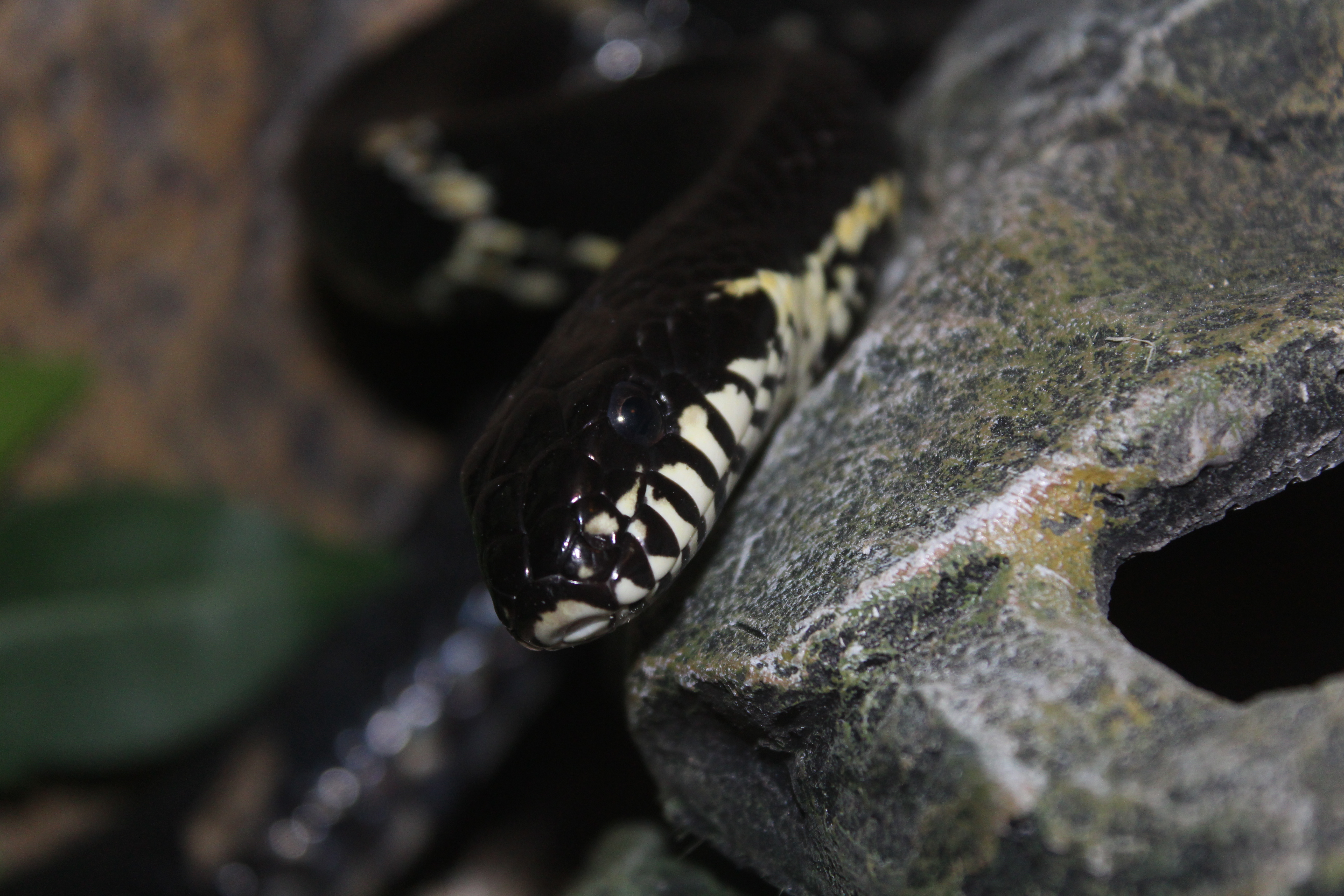
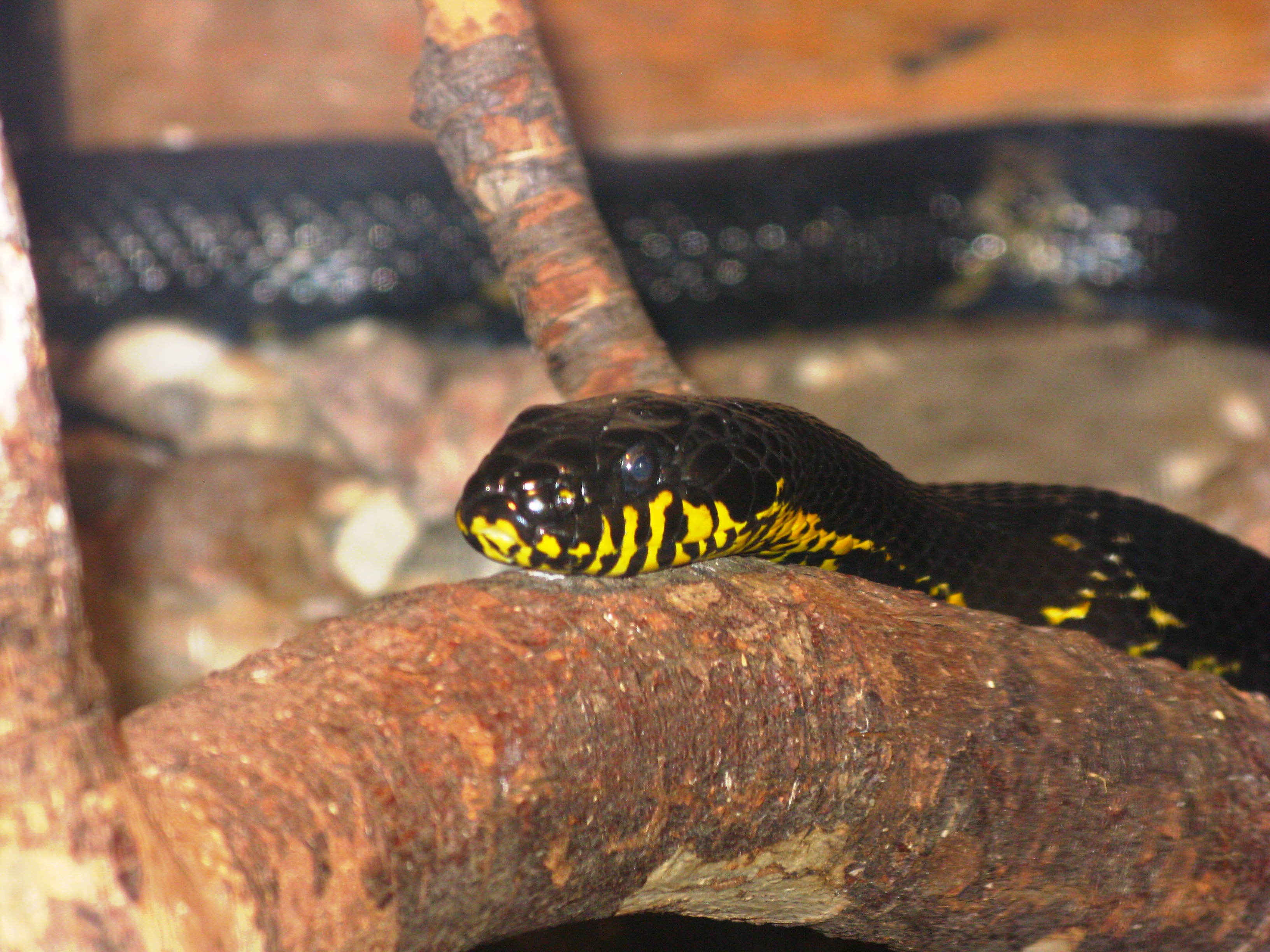

## yak yak
1. ↑  "Elaphe schrenckii". The Reptile Database. Truy cập ngày 29 tháng 5 năm 2013.